# 宿县
33°38′0.44″N 116°58′55.15″E / 33.6334556°N 116.9819861°E

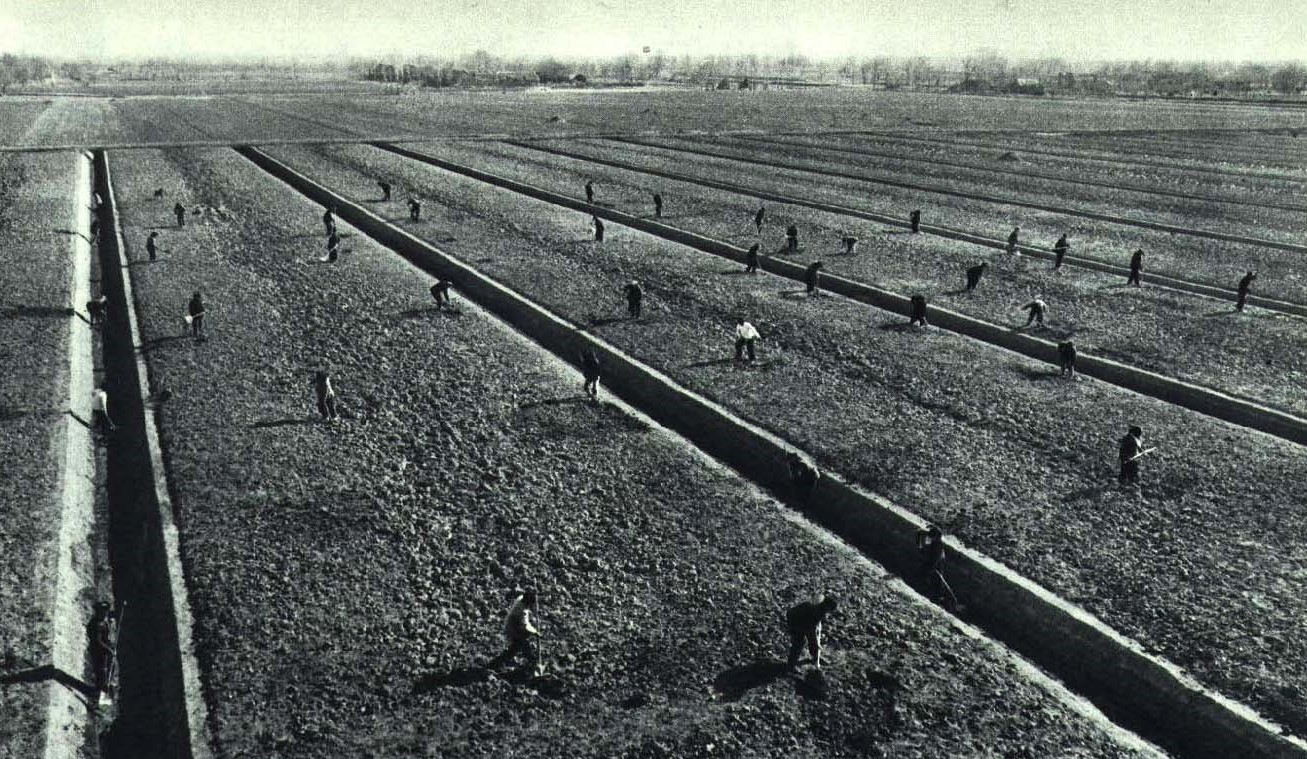
1965年安徽宿县顺河人民公社

宿县，中国旧县名，今安徽省宿州市埇桥区和淮北市的前身。
宿县及前身宿州的名称起源于春秋时期的“宿国”，当时是一个驿站。民国初年，全国废府州厅改县，于1912年改宿州为宿县。
1949年置宿县专区，属皖北行署区，专员公署驻宿县（今宿州市埇桥区）。辖宿县、灵璧、泗县、泗洪、五河、怀远、砀山、萧县(萧砀2县1953年3月6日，复属江苏省徐州专区；1955年2月17日改属安徽省宿县专署)、永城9县。1950年7月1日，以宿县西境析置宿西县，同年改名濉溪县(1971年4月，濉溪市更名为淮北市)；由宿县析设宿城市。
1952年，宿县专区属安徽省。同年，永城县划归河南省商丘专区；砀山、萧县2县划归江苏省徐州专区。1953年，撤销宿城市，并入宿县，宿县专区辖7县。1955年，原属江苏省徐州专区的砀山、萧县2县县划入；泗洪县划归江苏省淮阴专区。1956年，撤销宿县专区，所辖8县划归蚌埠专区。
1961年，复设宿县专区，专署驻宿县，辖原蚌埠专区所属宿县、灵璧、泗县、五河、怀远、濉溪、萧县、砀山8县。1964年，析宿县、灵璧、五河、怀远4县设固镇县。宿县专区辖9县。
1971年，撤销宿县专区，改置宿县地区。 1977年2月，原属宿县地区的濉溪县划归淮北市。1981年，由萧县龙城镇，析出段园镇划入淮北煤矿（今淮北市杜集区的飞地）。
宿县这个名称一直使用到1990年代撤县併市，宿县地区相当于今天的宿州市和淮北市，宿县相当于今天的埇桥区和淮北市。自此之后，宿县名称就消失了。
宿县，为世人所知的事情，在古代有大泽乡的陈胜吴广起义，项羽垓下落败的地方，竹林七贤中的嵇康刘伶也是宿县人，以及“蓠蓠原上草，一岁一枯荣”（白居易诗，描写的是现在称为符离的区域）。
在近代有赛珍珠以此地为蓝本所写长篇小说《大地》（1938年诺贝尔文学奖）。赛珍珠笔下用的是宿县方言读法：nan xu zhou。即“南徐州”（“南宿州”）。因为宿县地处徐州之南几十公里，而宿县读法近徐州，故称“南徐州”。再近一点，则有淮海战役之双堆集战役。
宿县的方言属于北方语系中原官话，据考证，天津方言源自宿县方言。生活风俗习惯大体同北方。